# Debat
Debat er en meningsudveksling mellem flere mennesker med forskellige holdninger til et givent emne og som kan strække sig over længere tid, for eksempel via læserbreve i aviser. Debatter er også blevet til et særskilt udsendelseskoncept i tv-medierne, her inviteres f.eks. politikere, meningsdannere og almindelige mennesker ind for at debattere.